# 647 هـ
647 هـ هي سنة في التقويم الهجري امتدت مقابلةً في التقويم الميلادي بين سنتي 1249 و1250.

## وفيات
- أبو زكرياء الأول مؤسس الدولة الحفصية في تونس
- ابن الحاج الأزدي
- محمد بن أحمد النسوي
- الصالح أيوب